# Scott Askham
Scott Askham, född 25 maj 1988 i West Yorkshire, är en engelsk MMA-utövare som 2014–2017 tävlade i organisationen Ultimate Fighting Championship.